# Priseaca, Argeș
Priseaca este un sat în comuna Coșești din județul Argeș, Muntenia, România. Este situat pe malul drept al Râului Doamnei.